# 卡尔·多伊奇
卡尔·多伊奇（英語：Karl Wolfgang Deutsch；1912年7月21日—1992年11月1日），捷克社会和政治学家，哈佛大学教授。

## 生平
生于布拉格，曾任国际比较社会研究会主任。多伊奇关注研究战争与和平、民族主义、合作与交流，在政治和社会学领域引入量化方法、系统分析和模型思维。卡尔·多伊奇奖以他的名字命名。